# The Wrecking Crew (film din 2000)
The Wrecking Crew (titlu original: The Wrecking Crew) este un film american din 2000 regizat de Albert Pyun. Rolurile principale au fost interpretate de actorii  Snoop Dogg, Ice-T, Ernie Hudson Jr., Vincent Klyn, Romany Malco și T.J. Storm.

## Prezentare
O organizație secretă de stat angajează o bandă condusă de Menace pentru a distruge alte bande din diferite orașe. În Detroit, două bande decid să încheie un armistițiu, pentru care liderii lor Hakiem și Sly ajung la o uzină abandonată ca să negocieze. Unul dintre membrii bandei pe nume Juda decide să apeleze la liderul celei de-a treia bande, Josef, cu o propunere de a-și elimina concurenții. Ajunși la locul de întâlnire, gașca lui Josef încearcă să-i ucidă pe Hakiem și Sly. Acolo apare și Menace și echipa sa ca să se ocupe de toți bandiții în același timp.

## Distribuție
- Ice-T - Menace
- Ernie Hudson Jr. - Hakiem
- T.J. Storm - Josef
- David Askew - Sly
- Tarsha Nicole Jones - News Reporter (ca Miss Jones)
- Vincent Klyn - Juda
- Romany Malco - Chewy
- Rob Ladesich - Captain
- Snoop Dogg - Dra-Man
- Jahi J.J. Zuri - Ceebo

## Producție
Regizorul, Albert Pyun, a filmat The Wrecking Crew simultan cu alte două filme „urbane”, Urban Menace și Corrupt (ambele din 1999), asigurându-se că producătorii săi au profitat la maximum de banii lor. Unele scene au fost filmate într-o fabrică părăsită din Europa de Est cu un buget redus.